# Кубок Украины по футболу 2020/2021
Кубок Украины по футболу 2020/2021 — 30-й розыгрыш кубка Украины, турнира с участием украинских футбольных клубов, который проводится Украинской ассоциацией футбола.
Турнир начался 26 августа 2020 года и завершился 13 мая 2021 года, финалом, который состоялся на городском стадионе имени Р. Шухевича в Тернополе между киевским «Динамо» и луганской «Зарёй».

## Участники
В этом розыгрыше Кубка принимают участие 14 команд-участников Премьер-лиги 2020/21, 16 команд-участников Первой лиги 2020/21, 21 команд-участников Второй лиги 2020/21, а также обладатель и финалист Кубка Украины среди любительских команд.
| Клубы Премьер-лиги | Клубы первой лиги | Клубы второй лиги | Любительские команды                            |
| --- | --- | --- | ----------------------------------------------- |
| - ФК «Александрия» - «Ворскла» (Полтава) - «Динамо» (Киев) - «Десна» (Чернигов) - «Днепр-1» (Днепр) - «Заря» (Луганск) - «Ингулец» (Петрово) - ФК «Мариуполь» - ФК «Минай» - «Колос» (Ковалёвка) - ФК «Львов» - «Олимпик» (Донецк) - «Рух» (Львов) - «Шахтер» (Донецк) | - «Авангард» (Краматорск) - «Агробизнес» (Волочиск) - «Альянс» (Липовая Долина) - «Верес» (Ровно) - «Волынь» (Луцк) - «ВПК-АГРО» (Магдалиновка) - «Горняк-Спорт» (Горишние Плавни) - «Кремень» (Кременчуг) - «Кристалл» (Херсон) - «Металлист 1925» (Харьков) - «Нива» (Тернополь) - МФК «Николаев» - «Оболонь» (Киев) - «Полесье» (Житомир) - «Прикарпатье» (Ивано-Франковск) - «Черноморец» (Одесса) | - «Буковина» (Черновцы) - «Диназ» (Вышгород) - «Карпаты» (Галич) - «Карпаты» (Львов) - «Кривбасс» (Кривой Рог) - «Металл» (Харьков) - «Металлург» (Запорожье) - «Нива» (Винница) - ФК «Никополь» - «Перемога» (Днепр) - «Подолье» (Хмельницкий) - «Реал Фарма» (Одесса) - «Рубикон» (Киев) - «Таврия Симферополь» - ФК «Ужгород» - «Чайка» (Петропавловская Борщаговка) - «Черкащина» (Черкассы) - ФК «Чернигов» - «Энергия» (Новая Каховка) - «Эпицентр» (Дунаевцы) - «Яруд» (Мариуполь) | - «Виктория» (Николаевка) - «Олимпия» (Савинцы) |

## Первый предварительный раунд
| №  | команда 1                            | команда 2                        | счет           |
| -- | ------------------------------------ | -------------------------------- | -------------- |
|    | Группа А                             |                                  |                |
| 1  | «Кривбасс» (Кривой Рог)              | «Черкащина» (Черкассы)           | 4:2            |
| 2  | «Олимпия» (Савинцы)                  | «Горняк-Спорт» (Горишние Плавни) | 1:2 (д.в.)     |
| 3  | «Перемога» (Днепр)                   | «Кремень» (Кременчуг)            | 0:2            |
|    | Группа В                             |                                  |                |
| 4  | «Металл» (Харьков)                   | «ВПК-АГРО» (Магдалиновка)        | 1:3            |
| 5  | «Виктория» (Николаевка)              | «Яруд» (Мариуполь)               | 4:0            |
| 6  | «Альянс» (Липовая Долина)            | «Металлист 1925» (Харьков)       | 2:0            |
| 7  | «Металлург» (Запорожье)              | «Авангард» (Краматорск)          | 0:0 (пен. 4:3) |
|    | Группа С                             |                                  |                |
| 8  | ФК «Никополь»                        | «Кристалл» (Херсон)              | 1:3            |
| 9  | «Энергия» (Новая Каховка)            | «Черноморец» (Одесса)            | 2:3            |
| 10 | «Таврия Симферополь»                 | «Реал Фарма» (Одесса)            | 2:1            |
| 11 | «Балканы» (Заря)                     | МФК «Николаев»                   | 0:1            |
|    | Группа D                             |                                  |                |
| 12 | «Рубикон» (Киев)                     | «Диназ» (Вышгород)               | 0:2            |
| 13 | «Нива» (Винница)                     | ФК «Чернигов»                    | +:-            |
| 14 | «Чайка» (Петропавловская Борщаговка) | «Полесье» (Житомир)              | 0:1            |
| 15 | «Днепр» (Черкассы)                   | «Верес» (Ровно)                  | 0:5            |
|    | Группа E                             |                                  |                |
| 16 | «Карпаты» (Галыч)                    | «Нива» (Тернополь)               | 1:2            |
| 17 | «Подолье» (Хмельницкий)              | «Прикарпатье» (Ивано-Франковск)  | 0:3            |
| 18 | ФК «Ужгород»                         | «Буковина» (Черновцы)            | 2:0            |
| 19 | «Эпицентр» (Дунаевцы)                | «Карпаты» (Львов)                | 4:0            |

### Матчи
| 26 августа 2020 | Кривбасс (2Л)                                 | 4:2 | Черкащина (2Л)                | Кривой Рог                                                              |
|                 | Берко 13′ · Ал. Пятов 24′, 71′ · Коцюмака 54′ |     | Георгиев 62′ · М. Тищенко 85′ | Стадион: стадион шахты «Октябрьская» Зрителей: нет Судья: И. Быч (Киев) |

| 28 августа 2020 | Чайка (2Л) | 0:1 | Полесье (1Л) | Макаров                                                                                      |
|                 |            |     | Даудов 69′   | Стадион: Центральный стадион имени М. К. Бруквенко Зрителей: нет Судья: И. Сташук (Чернигов) |

| 28 августа 2020 | Карпаты (Галич) (2Л) | 1:2 | Нива (Тернополь)(1Л)       | Бурштын                                      |
|                 | Поручинский 59′      |     | В. Хохлов 39′ · Демчук 67′ | Стадион: Энергетик Судья: О. Калёнов (Львов) |

| 28 августа 2020 | Перемога (2Л) | 0:2 | Кремень                              | Днепр                                                         |
|                 |               |     | Луиз Фернандо 55′ (пен.) · Кулиш 81′ | Стадион: «Олимпийские резервы» Судья: Д. Кузовлёв (Запорожье) |

## Второй предварительный раунд
| №  | команда 1                 | команда 2                        | счет           |
| -- | ------------------------- | -------------------------------- | -------------- |
|    | Группа А                  |                                  |                |
| 1  | «ВПК-АГРО» (Магдалиновка) | «Кремень» (Кременчуг)            | 2:2 (пен. 4:2) |
| 2  | «Металлург» (Запорожье)   | «Горняк-Спорт» (Горишние Плавни) | 1-4            |
|    | Группа B                  |                                  |                |
| 3  | «Кривбасс» (Кривой Рог)   | «Таврия Симферополь»             | 4:1            |
| 4  | «Нива» (Винница)          | «Кристалл» (Херсон)              | 2:2 (пен. 4:3) |
| 5  | МФК «Николаев»            | «Черноморец» (Одесса)            | 1:0            |
|    | Группа C                  |                                  |                |
| 6  | «Оболонь» (Киев)          | «Полесье» (Житомир)              | 0:1            |
| 7  | «Альянс» (Липовая Долина) | «Верес» (Ровно)                  | 0:3            |
| 8  | «Виктория» (Николаевка)   | «Диназ» (Вышгород)               | 0:0 (пен. 8:7) |
|    | Группа D                  |                                  |                |
| 9  | «Волынь» (Луцк)           | «Прикарпатье» (Ивано-Франковск)  | 0:1            |
| 10 | «Эпицентр» (Дунаевцы)     | «Нива» (Тернополь)               | 3-0            |
| 11 | ФК «Ужгород»              | «Агробизнес» (Волочиск)          | 0:1            |

## Третий предварительный раунд
| №           | Команда 1             | Команда 2      | Счет       |
| ----------- | --------------------- | -------------- | ---------- |
| 30 сентября |                       |                |            |
| 1           | Горняк Спорт          | Днепр-1        | 3:5 (д.в.) |
| 2           | «Виктория» Николаевка | «Мариуполь»    | 1:3        |
| 3           | «Полесье»             | «Минай»        | 1:2        |
| 4           | «Верес»               | «Николаев»     | 4:2 (д.в.) |
| 5           | «Кривбасс»            | «Нива» Винница | 0:1        |
| 6           | «Эпицентр»            | «Агробизнес»   | 1:2        |
| 7           | «Ворскла»             | «Львов»        | 2:0        |
| 8           | «Десна»               | «Рух» (Львов)  | 2:1        |
| 9           | «Прикарпатье»         | «Колос»        | 0:1        |
| 10          | «Александрия»         | «Ингулец»      | 4:1        |
| 11          | «ВПК-Агро»            | «Олимпик»      | 1:0        |

## 1/8 финала
| №         | Команда 1      | Команда 2   | Счет |
| --------- | -------------- | ----------- | ---- |
| 2 декабря |                |             |      |
| 1         | «Верес» Ровно  | «Мариуполь» | 1:0  |
| 2         | «ВПК-Агро»     | «Днепр-1»   | 0:5  |
| 3         | «Нива» Винница | «Колос»     | 0:4  |
| 4         | «Агробизнес»   | «Ворскла»   | 1:0  |
| 5         | «Александрия»  | «Минай»     | 3:0  |
| 6         | «Десна»        | «Заря»      | 0:1  |

## 1/4 финала
Жеребьёвка прошла 18 декабря 2020 года.
| №       | Команда 1    | Команда 2       | Счет           |
| ------- | ------------ | --------------- | -------------- |
| 3 марта |              |                 |                |
| 1       | «Верес»      | «Заря»          | 1:2            |
| 2       | «Динамо»Киев | «Колос»         | 0:0 (пен. 4:3) |
| 3       | «Днепр-1»    | «Александрия»   | 1:1 (пен. 3:4) |
| 4       | «Агробизнес» | «Шахтёр» Донецк | 1:0 (д.в.)     |

## 1/2 финала
Жеребьёвка прошла 4 марта 2021 года. 
| №         | Команда 1     | Команда 2     | Счет           |
| --------- | ------------- | ------------- | -------------- |
| 21 апреля |               |               |                |
| 1         | «Агробизнес»  | «Динамо» Киев | 0:3            |
| 2         | «Александрия» | «Заря»        | 1:1 (пен. 3:4) |

## Финал
Проведение финала было первоначально запланировано на 12 мая 2021 года в Тернополе на Городском стадионе им. Романа Шухевича. 21 апреля 2021 года было решено перенести финальный матч на день позже, 13 мая 2021 года. Номинальным хозяином поля в финале согласно жеребьевке определено «Динамо».
| Динамо (Киев) | 1:0 (0:0) (доп. вр.) | Заря |
| ------------- | -------------------- | ---- |
| Цыганков 98′  | (отчёт)              |      |